# دانشگاه بین‌المللی پاراگون
دانشگاه بین‌المللی پاراگون (به لاتین: Paragon International University) یک دانشگاه در کامبوج است که در پنوم‌پن واقع شده‌است.